# Loxoconcha rhomboidea
Loxoconcha rhomboidea is een mosselkreeftjessoort uit de familie van de Loxoconchidae. De wetenschappelijke naam van de soort is voor het eerst geldig gepubliceerd in 1855 door Fischer.